# Werner Pohlenz
Werner Pohlenz (* 25. Mai 1908 in Ebersbach/Sa.; † 20. Mai 1982 in Dresden) war ein deutscher Ingenieur und Hochschullehrer. Er war spezialisiert auf Kolben- und Kreiselpumpen.

## Leben
Er stammte aus der Oberlausitz. Nach dem Schulbesuch studierte er und erlangte den Abschluss als Diplom-Ingenieur. Danach war er zunächst als Baurat tätig. 1955 erhielt er an der Technischen Hochschule Dresden eine Professur mit vollem Lehrauftrag für Kolbendampfmaschinen und -kompressoren bzw. Kolben- und Kreiselpumpen. Er wurde dort gleichzeitig Direktor des Instituts für Kolbendampfmaschinen. Mit Wirkung vom 1. Oktober 1963 wurde er als Professor mit vollem Lehrauftrag an die Hochschule für Verkehrswesen „Friedrich List“ Dresden versetzt. 1967 trat er in den Ruhestand. Er starb fünf Tage vor seinem 74. Geburtstag.

## Werke (Auswahl)
- Das Wirken von Leonidas Lewicki als Hochschullehrer. In: WZTUD 15 (1966), S. 707–712.
- (Hrsg.): Pumpen für Flüssigkeiten. Berlin 1970.
- Fachwissen des Ingenieurs. Teil 4 Kraft und Arbeitsmaschinen, Hubkolbenmaschinen, Gasturbinen, Verbrennungsmotoren, Dampfturbinen, Pupmen und Verdichter, Kältemaschinen. Leipzig 1971.
- Grundlagen für Pumpen. Berlin 1975.
- Grundlagen für Pumpen, 2. Aufl., Berlin 1977.